# Hans Jeschke
Hans Jeschke (* 9. Juni 1903 in Frankfurt am Main; † 24. Dezember 1990) war ein deutscher Romanist und Hispanist.

## Leben und Werk
Jeschke promovierte 1927 in Frankfurt  über Angel Ganivet. Seine Persönlichkeit und Hauptwerke   (in: Revue Hispanique 72, 1928, S. 104–246) und wurde Assistent von Arthur Franz in Königsberg.  Er habilitierte sich dort über Die Generation von 1898 in Spanien. Versuch einer Wesensbestimmg (Halle a.S. 1934, Nachdruck  Ann Arbor 1980, spanisch: Santiago de Chile 1946, 1954) und war von 1937 bis 1941 Dozent (ein Semester Lehrstuhlvertretung in Tübingen), anschließend bis 1945 außerordentlicher Professor für Romanische Philologie in Graz. Von 1950 bis 1970 war er Professor am Dolmetscherinstitut (heute: ftsk) Germersheim der Universität Mainz, anfänglich in der Funktion eines Lektors.

## Weitere Werke
- Spanien, Portugal, Lateinamerika, in: Die romanischen Literaturen des 19. und 20. Jahrhunderts, Berlin 1935, S. 348–381 (Handbuch der Literaturwissenschaft, hrsg. von Oskar Walzel, 16,1)
- Die spanische, portugiesische und lateinamerikanische Literatur von 1870 bis zur Gegenwart, Potsdam 1938, 73-123 (Handbuch der Literaturwissenschaft, hrsg. von Oskar Walzel, 16,2)
- Spanien als Problem, in: Die Neueren Sprachen 1962, S. 363–374